# Holly (Michigan)
Pour les articles homonymes, voir Holly.
Holly est un village américain situé dans le comté d'Oakland au Michigan.

## Géographie
Holly se trouve dans le nord-ouest du comté d'Oakland, au sein du township d'Holly (en), à une vingtaine de kilomètres au sud de Flint et à une soixantaine de kilomètres au nord-ouest de Détroit.
La municipalité s'étend sur environ 2,8 milles carrés (7,3 km2).

## Histoire
Un village se développe vers 1845 autour d'un moulin, dans le township d'Holly organisé en 1838. Un bureau de poste y ouvre en 1846. Le village d'Holly est officiellement fondé en 1855 par James Mitchell, lors de l'arrivée du chemin de fer. Il devient un important centre ferroviaire, à la jonction du Detroit and Milwaukee Railroad et du Flint and Holly Railroad à partir de 1864. Holly acquiert le statut de municipalité l'année suivante,. À la fin du siècle, elle est la deuxième ville du comté d'Oakland. Holly perd progressivement en importance avec le développement de l'automobile, même si sa population continue de croître au XXe siècle.
Le centre commerçant historique d'Holly comprend une vingtaine de bâtiments de styles italianisant, néoclassique, richardsonien et Queen Anne de la fin du XIXe siècle et du début du XXe siècle. Il est inscrit au registre national des lieux historiques, tout comme l'ancienne gare — construite en 1885-86 dans un style victorien tardif — et l'hôtel Hirst — un important hôtel de style Queen Anne construit en 1891 par John Hirst et modifié après un important incendie en 1913.

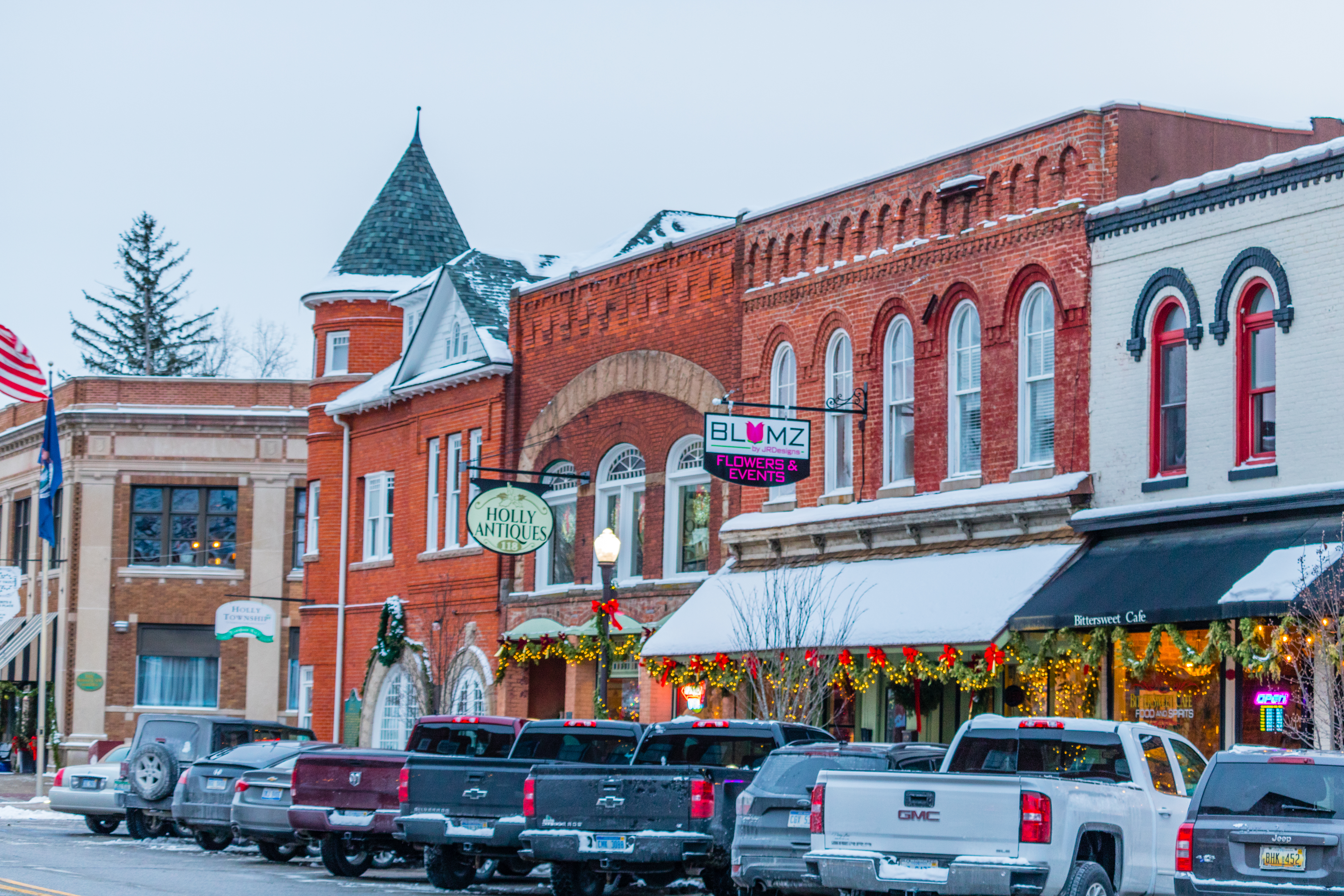
Le centre-ville commerçant.
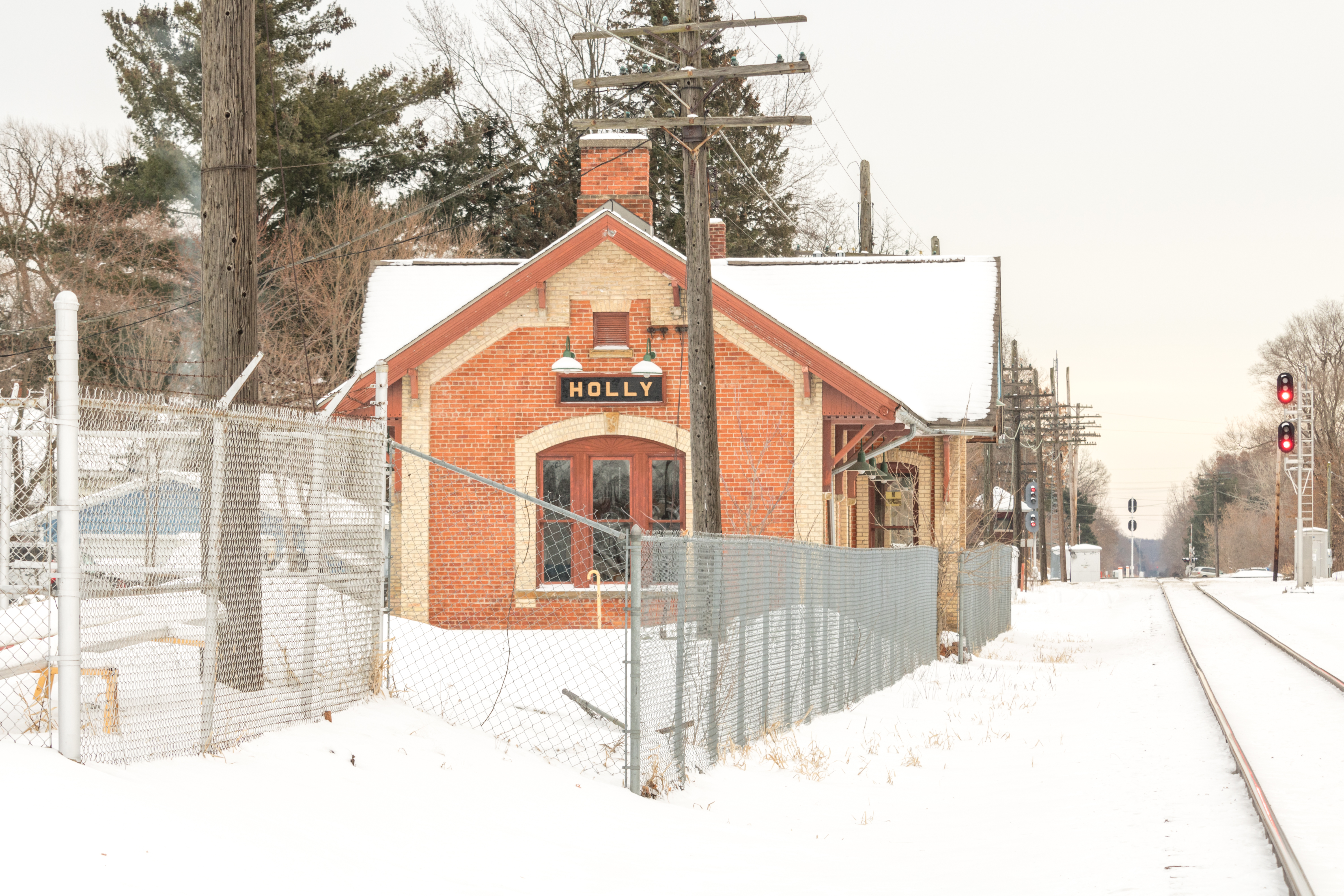
La gare de l'Union.
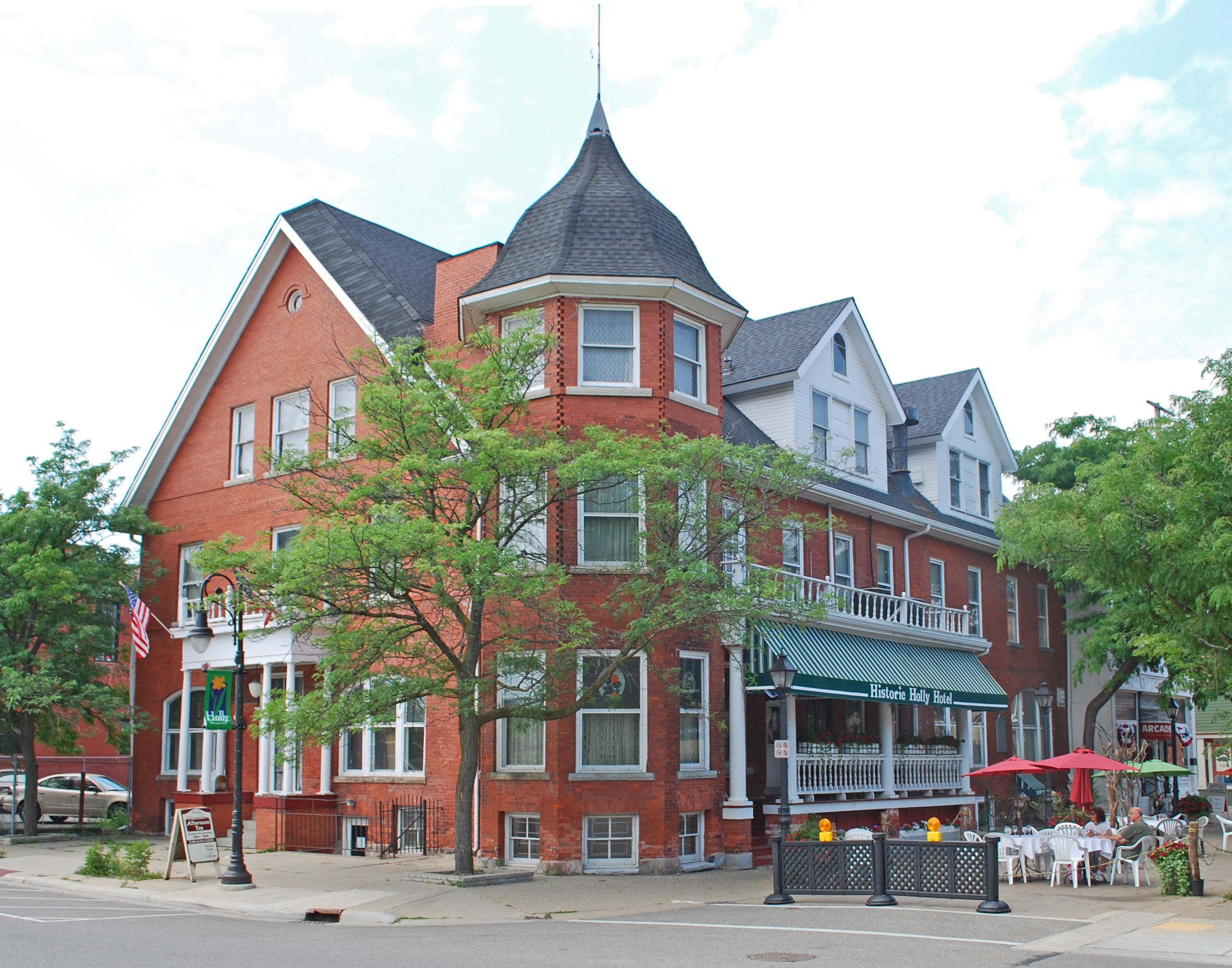
L'hôtel Hirst.

## Démographie
Selon l'American Community Survey de 2018, Holly est plus pauvre que le Michigan ou le reste des États-Unis. En effet, son revenu médian par foyer est de 50 634 dollars (contre 54 938 dollars dans l'État et (60 293 dollars dans le pays) et son taux de pauvreté taux de pauvreté de 16,1 % (contre 14,1 % et 11,8 %),. Sa population est blanche à plus de 95 %.